# Ashill (Norfolk)
Ashill is een civil parish in het bestuurlijke gebied Breckland, in het Engelse graafschap Norfolk met 1411 inwoners.